# Louis-Antoine Jullien

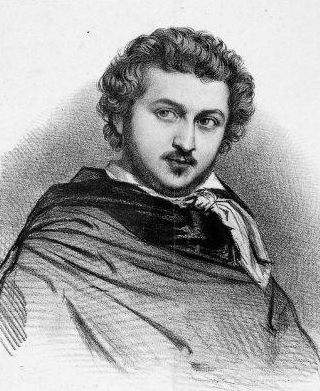
Louis-Antoine Jullien

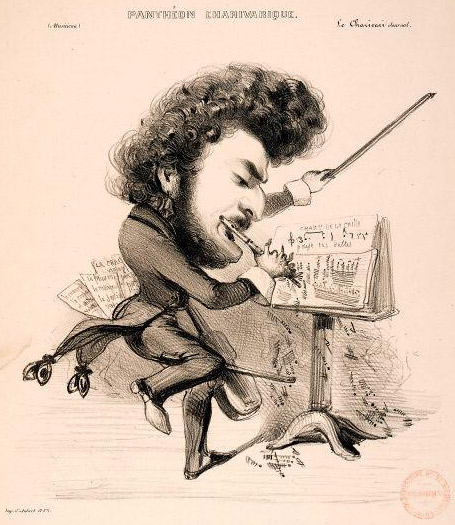
Caricatura de Jullien por Benjamin Roubaud.

Louis-Antoine Jullien (Sisteron, 23 de abril de 1812 - Neuilly-sur-Seine, 14 de marzo de 1860) fue un director y compositor de música ligera francés.

## Biografía
Jullien nació en Sisteron, Alpes-de-Haute-Provence, y fue bautizado Louis George Maurice Adolphe Roche Albert Abel Antonio Alexandre Noë Jean Lucien Daniel Eugène Joseph-le-brun Joseph-Barême Thomas Thomas Thomas-Thomas Pierre Arbon Pierre-Maurel Barthélemi Artus Alphonse Bertrand Dieudonné Emanuel Josué Vincent Luc Michel Jules-de-la-plane Jules-Bazin Julio César Jullien (los treinta y seis nombres le fueron dados por los miembros de la Filarmónica Sisteron), y estudio en el Conservatorio de París.
Su gusto por las formas ligeras de música le costaron su sitio en la escuela, y luego de dirigir la banda del Jardin Turc tuvo que escapar de París perseguido por sus acreedores, y se mudó a Londres, donde formó una buena orquesta y organizó conciertos en paseos al aire libre. Posteriormente viajó a Escocia, Irlanda y Estados Unidos con su orquesta. Durante muchos años fue una figura familiar en el mundo de la música popular en Inglaterra, y su presencia con sus vistosos chalecos aparece con frecuencia en los primeros números de la revista Punch.
Produjo la opera, Pietro il grande, en Covent Garden (1852) aunque la magnitud de la inversión lo llevó a la bancarrota, ya que la obra fue un fracaso total, a pesar de contar con Enrico Tamberlik en el rol principal. Permaneció en Estados Unidos hasta 1854, cuando regresa a Londres por un breve lapso; finalmente regresa a París, donde en 1859, fue arrestado por moroso y encarcelado.
Falleció en un asilo en Neuilly-sur-Seine, Hauts-de-Seine, pero 20 años después de su muerte aun se lo recordaba en Londres: se lo describe como "Jullien, el músico eminente" en el libreto de W. S. Gilbert para la opera Paciencia (1881).